# Bella Campos
Isabella Karolina "Bella" de Campos Siqueira Carmo (Cuiabá, 13 de fevereiro de 1998), é uma atriz e modelo brasileira, mais conhecida por interpretar a personagem Muda em Pantanal (2022). Seu desempenho no papel lhe rendeu o prêmio de melhor atriz coadjuvante no Melhores do Ano de 2022.

## Biografia
Bella Campos nasceu em Cuiabá, capital mato-grossense, e se mudou para o Rio de Janeiro quando passou nos testes de elenco para a vigésima oitava temporada de Malhação, que estrearia em 2020 após o término da temporada anterior, recebendo o título de Transformação. Entretanto, a novela acabou sendo cancelada devido aos atrasos causados pela pandemia de COVID-19, e em 2022, a atriz foi escalada para o remake de Pantanal, novela clássica dos anos 90, no papel de Muda, papel de Andréa Richa na primeira versão do folhetim, uma mulher misteriosa que chega à região do Pantanal atrás de vingança, e acaba virando amiga da protagonista, Juma (Alanis Guillen), e se relacionando com Tibério (Guito). Campos substituiu Giullia Buscacio, que interpretaria a personagem mas acabou desistindo do papel por questões de agenda. Por seu desempenho no papel, acabou sendo indicada ao prêmio de melhor atriz coadjuvante no Melhores do Ano de 2022, onde disputou o troféu com Bárbara Paz e Camila Morgado, e acabou o levando para casa.
Depois do folhetim de Benedito Ruy Barbosa, emendou a novela das sete Vai na Fé, de autoria de Rosane Svartman, onde interpreta a aluna de direito Jenifer, filha da protagonista, Sol (interpretada por Sheron Menezzes), que acaba descobrindo não ser filha do marido de sua mãe. Com a repercussão de sua personagem, Bella foi convidada em setembro de 2023 para interpretar a protagonista Quinota na novela No Rancho Fundo, que estreou em abril de 2024 no horário das seis. No entanto, a personagem ficou com a atriz Larissa Bocchino.
Ainda em 2023, Bella grava, para os cinemas, o longa-metragem Cinco Tipos de Medo, dirigido por Bruno Bini e rodado em Cuiabá, sua cidade natal, além de diversas outras cidades do Mato Grosso. Com previsão de estreia para 2025, a atriz divide cena com os atores Xamã, Bárbara Colen, Rui Ricardo Diaz e João Vitor Silva.
Em 2024, chegou a ser anunciada como a protagonista da novela das 18h No Rancho Fundo, uma vez que foi escalada para a novela O País de Alice, de Lícia Manzo, que foi cancelada e substituída pela trama de Mário Teixeira. Porém, a atriz foi descartada do elenco sem explicações. Chegou a fazer testes também para a trama das seis Garota do Momento, mas Duda Santos ficou com a protagonista, Beatriz. Mas foi em outubro que, após uma disputa acirradíssima, Bella Campos foi oficializada como a antagonista principal do aguardado reboot da novela de sucesso dos anos 80, Vale Tudo. A atriz foi escolhida para dar vida à nova versão de Maria de Fátima, uma jovem inescrupulosa e ambiciosa que abomina a pobreza e almeja ser rica e bem-sucedida a qualquer custo. Ela parte para o Rio de Janeiro em busca de uma vida melhor e para alcançar a ascensão social.

## Vida pessoal
Durante as preparações da novela Vai na Fé, a atriz conheceu o também ator MC Cabelinho, e em novembro de 2022, os dois assumiram o namoro.
Em 27 de agosto de 2023, um perfil voltado para fofocas de subcelebridades expôs um suposto caso de traição por parte de MC Cabelinho, alegando que o cantor esteve em um hotel de Belo Horizonte com uma antiga "ficante" no dia anterior e afirmou para ela que seu relacionamento com Bella havia chegado ao fim, sem, ainda, a confirmação de ambos na grande mídia. A notícia ganhou ampla repercussão nas redes sociais, já que o casal era um dos mais comentados e queridos da atualidade. Incansavelmente procurada para um pronunciamento, em 29 de agosto de 2023, a atriz anunciou o término do relacionamento, deixando claro que esperava uma resposta pública do cantor às acusações e que, a partir dali, ocuparia a mente com novos projetos. "Até o momento estava aguardando um posicionamento público do MC Cabelinho sobre os rumores de traição, mas os homens, de uma forma geral, são isentados desse questionamento, e nós mulheres precisamos sempre nos explicar: se vamos casar, se vamos ter filhos, se vamos nos separar... Então vamos lá: como não tivemos uma mensagem dele falando sobre o ocorrido, eu me proponho a confirmar aqui que não estamos mais namorando em função dos motivos óbvios", escreveu.

## Filmografia

### Televisão
| Ano  | Título          | Personagem                              | Ref.   |
| ---- | --------------- | --------------------------------------- | ------ |
| 2022 | Pantanal        | Ruth de Lourdes (Muda)                  | [ 20 ] |
| 2023 | Vai na Fé       | Jenifer Daiane da Silva Carvalho (Jeni) | [ 21 ] |
| 2024 | Corona Luau MTV | Apresentadora                           | [ 22 ] |
| 2025 | Vale Tudo       | Maria de Fátima Acioli                  | [ 23 ] |

### Cinema
| Ano  | Título              | Personagem | Ref.   |
| ---- | ------------------- | ---------- | ------ |
| 2025 | Cinco Tipos de Medo | Marlene    | [ 11 ] |

## Prêmios e indicações
| Ano  | Prêmio                  | Categoria                  | Trabalho     | Resultado |
| ---- | ----------------------- | -------------------------- | ------------ | --------- |
| 2022 | Melhores do Ano         | Melhor Atriz Coadjuvante   | Pantanal     | Venceu    |
| 2022 | Prêmio Contigo! Online  | Revelação da TV            | Pantanal     | Indicado  |
| 2022 | Prêmio Área VIP         | Melhor Revelação da Mídia  | Pantanal     | Indicada  |
| 2022 | Prêmio Mundo Negro      | Atuação do Ano             | Pantanal     | Indicada  |
| 2022 | Melhores do Ano - Terra | Melhor Revelação           | Pantanal     | Indicada  |
| 2023 | Troféu Internet         | Revelação                  | Pantanal     | Pendente  |
| 2023 | SEC Awards              | Crush do Ano               | Vai na Fé    | Indicada  |
| 2023 | BreakTudo Awards        | Crush Nacional             | Vai na Fé    | Indicada  |
| 2024 | Prêmio iBest            | Protagonista Influenciador | Vai na Fé    | Indicada  |
| 2024 | Prêmio iBest            | Influenciador Mato Grosso  | Bella Campos | Indicada  |
| 2025 | Prêmio iBest            | Protagonista Influenciador | Vale Tudo    | Pendente  |
| 2025 | Prêmio Jovem Brasileiro | Melhor Atriz               | Vale Tudo    | Pendente  |